# AB Custos (1937–2004)
Ej att förväxla med Custos (2006)
AB Custos, Stockholm, var ett tidigare börsnoterat investmentbolag som bildades 1937 genom att dåvarande Skandinaviska Kredit AB (senare Skandinaviska Banken) samlade sina aktieposter i olika företag som man övertagit under 1920- och 1930-talens krisår. 1995 blev Investment AB Öresund huvudägare varefter en utförsäljning av de av Custos kontrollerade bolagen inleddes, vilket slutligen ledde till att Custos och Öresund fusionerades 2004 under den senares namn.

## Historia
Kreugerkraschen 1932 medförde att flera banker hamnade i allvarliga likviditetssvårigheter. Detta ledde till en lagändring där de svenska affärsbankerna förlorade sin aktieförvärvsrätt från och med årsskiftet 1933/1934. Denna förbudslagstiftning innebar även att tidigare förvärvade aktier i bankernas ägo skulle avyttras senast den 31 december 1937, med undantag för aktier som inte kunde säljas utan förlust. Kreugerkoncernens stora banklån gjorde nu att stora aktieposter i det tidigare finansimperiet hamnade i bankernas ägo. Många banker såg sig nödgade med anledning av den nya lagstiftningen att fortast möjligast sälja ut sina aktieinnehav. De större bankerna däremot valde att överföra aktierna till nybildade holding- eller förvaltningsbolag, som i förvaltningsavseende kom att stå bankerna nära. Skandinaviska Kredit (Skandinaviska Banken), som bland annat blivit huvudägare i det av Kreuger grundade fastighetsbolaget Hufvudstaden, löste problemet innan tidsfristen löpt ut genom att bilda investmentbolaget AB Custos den 13 mars 1937. Custos är latin och betyder "väktare" eller "beskyddare". 
För 20 miljoner kronor (fastän marknadsvärdet låg på omkring 30 milj kr) övertog Custos Skandinaviska Bankens aktieposter i en rad företag. Mellan 1937 och 1945 kom värdet på Custos aktieportfölj mer än fördubblas. Man ägde nu betydande aktieposter i flera stora stål-, och papperstillverkare. Bland dessa kan nämnas Hellefors Bruks AB, Wargöns AB, Riddarhytte AB och Oxelösunds Järnverks AB. Utöver detta fanns även en mindre, men ändå viktig, aktiepost i Svenska Tändsticks AB, som liksom Fastighets AB Hufvudstaden ingått i Kreugerkoncernen. Genom Custos dotterbolag Vestor förvärvades Bankfirman C G Cervin 1944 varvid man tillfördes aktier i Skandia, TGO, AB Klippans Finpappersbruk, Höganäs-Billesholms AB och Uddeholms AB. Under 1946 övertogs en större aktiepost i Mölnlycke Väfveri AB.
Det ursprungliga aktieinnehavet från Skandinaviska Banken kom att säljas mellan åren 1954 och 1968, med undantag för Hufvudstaden, Vestor, TGO och STAB. Custos kom istället i fortsättningen att rikta in sig på börsnoterade bolag i särskilt expansiva branscher. I början av 1970-talet fanns de största aktieinnehaven inom Billerud, Boliden, Gränges, Volvo och Uddeholm. Custos egentliga storhetstid kom dock infalla först under 1980-talet, då investmentbolaget kom att stå i centrum den så kallade "hajburen" vilken kontrollerades av Volvos P G Gyllenhammar och Skanskas Bengt Haak. Avkastningen stod dock inte i centrum för placeringarna under denna period utan snarare maktaspekter. I början av 1990-talet låg Custos starkt investerat i fastigheter (Skanska, Hufvudstaden) och bank (SE-Banken), vilket blev förödande när finanskrisen slog till med full kraft 1992. Värdet av Custos tillgångar sjönk då kraftigt. Efter att Volvo och Skanska i början av 1990-talet misslyckats med att ta över hela Custos, tog finansmännen Sven Hagströmer och Mats Qviberg kontrollen över bolaget vintern 1995. Dessa ägde redan det mycket mindre Investment AB Öresund. Vid den här tidpunkten var Custos stor ägare i bland annat SEB, Skanska, Hufvudstaden, SCA och Perstorp. Börsvärdet låg på omkring 6 miljarder kronor.
Under de följande åren kom Custos innehav bit för bit att säljas ut, med början 1997. År 1998 såldes Skanska, Drott och Hufvudstaden. Året därefter avyttrades innehavet i ASG och under 2001 SCA, Perstorp, Perbio och Svedala. Efter att Bilia sålts år 2001 låg börsvärdet på Custos endast kring en halv miljard. Nedmonteringen av det gamla investmentbolaget var ett faktum och när Custos och Öresund fusionerades den 8 september 2004 var det inte ett oväntat besked. 
I januari 2006 återuppstod Custos som bolagsnamn då Förvaltnings AB Johnson Pump namnändrades till AB Custos.

## Verkställande direktörer
- 1937–: Mauritz Carlsson
- 1949–1956: Albert Tondén
- 1996–2001: Christer Gardell
- 2001–2004: Mikael Nachemson